# Denga (monnaie)

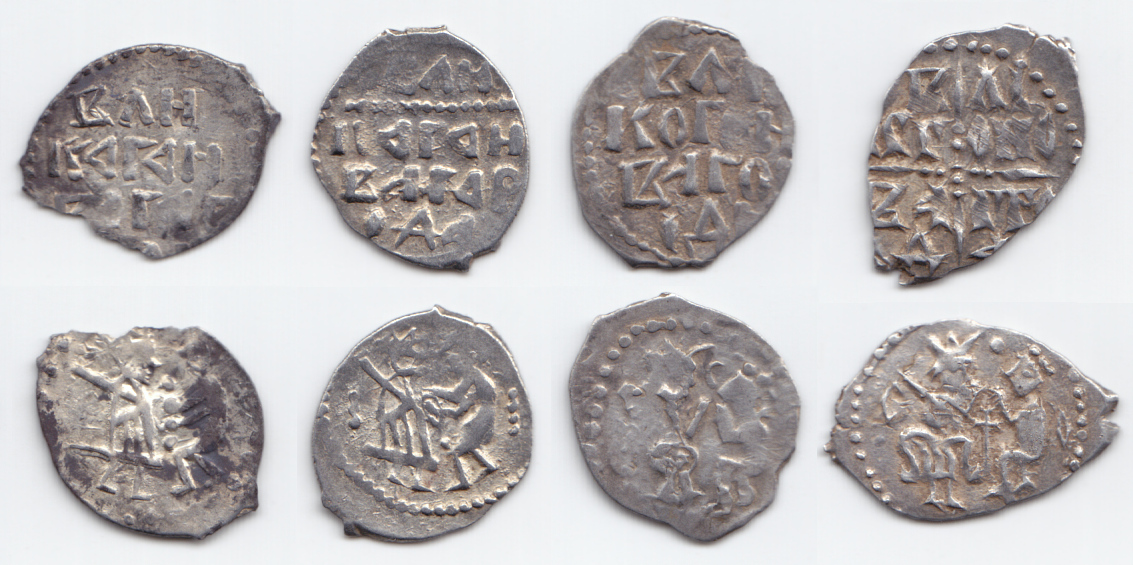
Quatre dengas en argent de la République de Novgorod (novgorodkas) 1420-1478.

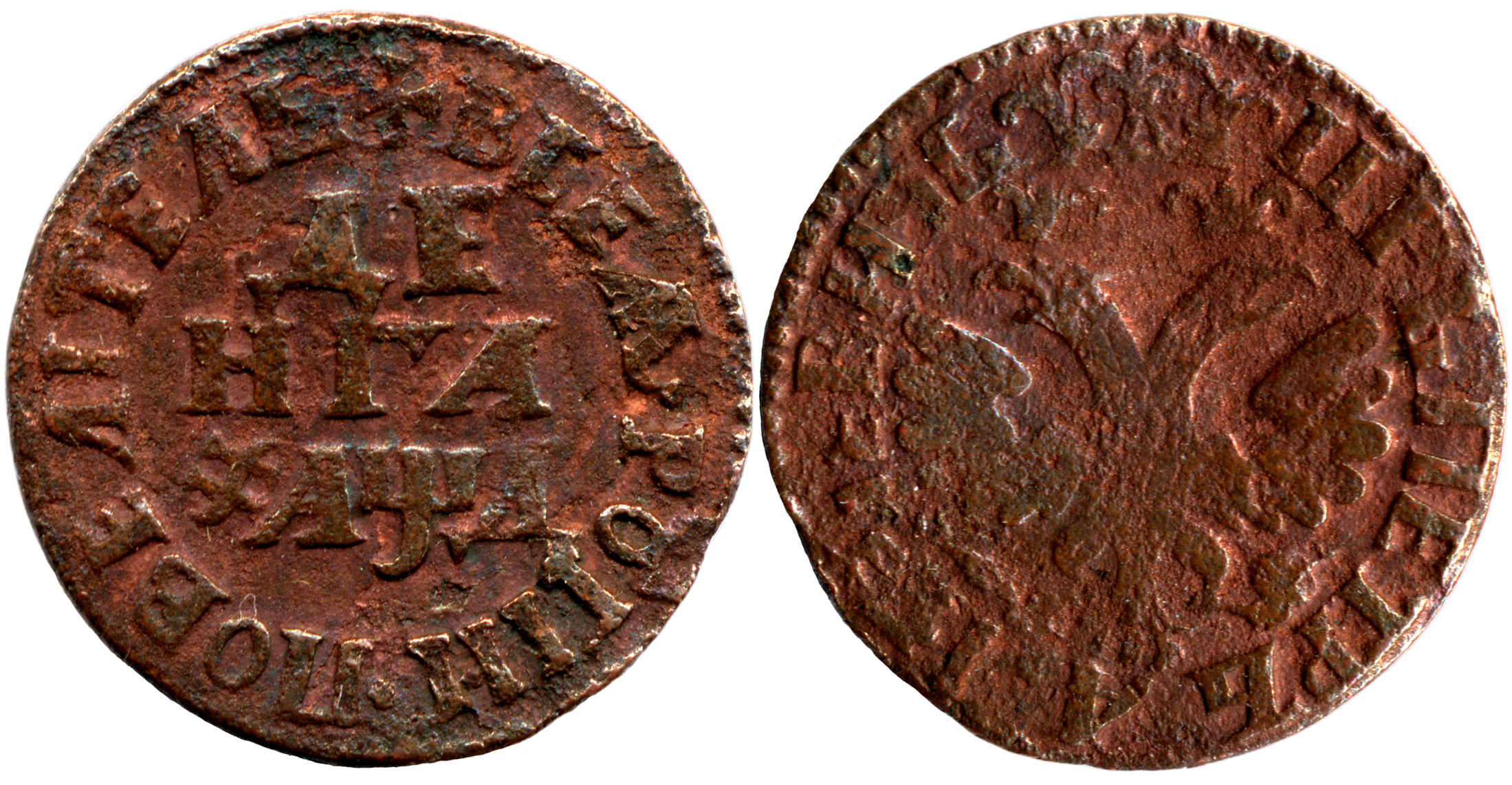
Une denga en cuivre frappé sous le règne du tsar Pierre Ier en 1704 (recto et verso, 5,3 g).

La denga (en russe : деньга, anciennement денга) est une sous-unité monétaire liée à l'histoire monétaire de la Russie. 
À partir de 1701, sa valeur est égale à ½ kopeck soit 200 dengas pour un rouble réformé. 

## Historique
La production de dengas sous la forme de pièces frappées au marteau a commencé au milieu du XIVe siècle. Dans leur forme la plus ancienne, elles étaient des imitations de la monnaie d'argent des khans de la Horde d'Or, portant généralement des inscriptions erronées ou dénuées de sens (dont des mentions en arabe ou en mongol). Pesant moins d'un gramme, elles sont produites à partir d'un lingotin appelé grivna, que les orfèvres aplanissent et étirent sous la forme de longs fils ; puis en frappant l'ébauche résultante entre deux matrices. Cela produit des pièces légèrement allongées, montrant souvent des traces du fil d'origine dont elles avaient été extraites. À partir de l'époque de Dimitri Donskoï, les pièces ont commencé à porter à l'avers et au revers, des représentations de personnes, d'animaux et de mots russes, bien que des légendes en partie en arabe (la langue officielle de la Horde) aient persisté sur certaines pièces jusqu'à l'époque d'Ivan III.
Les dengas n'étaient fabriquées que dans les principautés du sud de la Russie ; l'état de la république de Novgorod et la ville de Pskov ont frappé leurs propres pièces légèrement plus grandes. En 1535, une réforme eut lieu, la novgorodka du nord étant évaluée à deux fois la denga du sud ou moskovka. Dans les années 1540, des novgorodkas représentant un cavalier (assimilé à saint Georges, mais la question fait débat) avec une lance (russe копьё (kop'io)) ont commencé à être fabriquées, et les novgorodkas étaient désormais connues sous le nom de kopeks.
La frappe des dengas en argent semble avoir diminué après le XVIe siècle, car on les retrouve moins souvent dans les trésors archéologiques, mais elles circulent encore jusqu'au règne de Pierre le Grand. La pièce de 3 kopecks nommée altyn vaut alors 6 dengas. À ce moment-là, la monnaie était tellement dévaluée que les dengas ne pesaient qu'environ 0,14 gramme, et étaient devenue peu pratique. Lors de la réforme de la monnaie à partir de 1701, elles sont réapparues sous la forme de pièces en cuivre, de taille beaucoup plus grandes, et les émissions ont continué, par intermittence, jusqu'en 1916, juste avant la fin de la dynastie Romanov en 1917.
Les pièces de monnaie frappées au XVIIIe siècle portaient invariablement la dénomination denga, mais pendant certaines parties du XIXe siècle, celle-ci a été remplacée par le mot denejka, le diminutif de denga. Plus tard encore, la dénomination a été remplacée par ½ Kopek.
La forme plurielle de denga, den'gi (деньги), est devenue le mot russe usuel pour « argent ».

## Étymologie
Le mot russe denga est emprunté au tatar (cf. tchaghataï : täŋkä ; kazakh : teŋgä ; mongol : teŋge ; piécette d'argent). D'autres propositions faites sont : Moyen persan : dāng, Nouveau persan : dānag ('pièce de monnaie'), alors que d'autres auteurs ont vu le mot proche du mot turc tamga ('marque, timbre').

## Émissions de denga en argent
- Ivan IV (1535-1584)
- Féodor Ier (1584-1594)
- Michel (1613-1645)
- Alexis (1645-1655, 1663-1676)
- Féodor III (1676-1682)
- Ivan V (durant le règne conjoint avec Pierre le Grand ) (1683-1696)
- Pierre le Grand (comprend un règne conjoint avec Ivan V) (1683-1717)

Les dengas en argent n'ont pas été frappés pendant les dernières années du règne de Feodor Ier, ni pendant le Temps des troubles, bien que des kopecks extrait de fil d'argent aient été frappés tout au long de cette période, y compris les émissions d'imposteurs et d'envahisseurs.

## Émissions de denga en cuivre
À l'époque de Pierre le Grand, les dengas sont passés de l'argent au cuivre, et marquée aux dates juliennes (et non plus byzantines) en cyrillique. Après le règne de Pierre, les dates ont été notées en utilisant la notation commune des chiffres arabes.
- Alexis (1654-1663, production arrêtée au lendemain de l'« émeute du cuivre », à Moscou, le 4 août 1662)[3].
- Pierre le Grand (1700-1718)
- Anna Ioannovna (1730–1731, 1734–1740)
- Ivan VI de Russie (1741)
- Elisabeth Petrovna (1743–1754, 1757–1760)
- Pierre III de Russie (1762)
- Catherine II de Russie (1764, 1766–1775, 1783–1796)
- Paul Ier de Russie (1797-1801)